# Pandemia de COVID-19 în China
Pandemia de coronavirus din China este o pandemie în curs de desfășurare pe teritoriul Chinei cauzată de noul coronavirus 2019-nCoV (SARS-CoV-2), virus care provoacă o infecție numită COVID-19, care poate fi asimptomatică, ușoară, moderată sau severă. Infecția severă include o pneumonie atipică severă manifestată clinic prin sindromul de detresă respiratorie acută.
Până în a doua jumătate a lunii martie 2020, focarul de infecție din China continentală a fost gestionat. În perioada 19-20 martie, în China continentală nu au fost raportate noi cazuri de infectare (deși au fost identificate persoane infectate care au venit din străinătate). La 25 martie 2020, autoritățile chineze au ridicat carantina în provincia Hubei. La 28 martie 2020, metroul din Wuhan și-a reluat activitatea.
Pe 29 martie 2020, autoritățile chineze au anunțat sfârșitul epidemiei de COVID-19 în țară.
În ianuarie 2022, numărul total de infectări din China este de peste 105 mii, iar numărul deceselor trece de 4,6 mii.
| \| COVID-19 în China Decese Vindecări testate diagnosticate clinic testate ulterior sau diagnosticate Ian Feb Mar Apr Ultimile 15 zile \| COVID-19 în China Decese Vindecări testate diagnosticate clinic testate ulterior sau diagnosticate Ian Feb Mar Apr Ultimile 15 zile \| COVID-19 în China Decese Vindecări testate diagnosticate clinic testate ulterior sau diagnosticate Ian Feb Mar Apr Ultimile 15 zile \| COVID-19 în China Decese Vindecări testate diagnosticate clinic testate ulterior sau diagnosticate Ian Feb Mar Apr Ultimile 15 zile \| COVID-19 în China Decese Vindecări testate diagnosticate clinic testate ulterior sau diagnosticate Ian Feb Mar Apr Ultimile 15 zile \| \| ---------------------------------------------------------------------------------------------------------------------------------------------------------------------------------------------------------------------------------------------------------------------------------------------------------------------------------------------------------------------------------------------------------------------------------------------------------------------------------------------------------------------------------------------------------------------------------------------------------------------------------------------------------- \| ----------------------------------------------------------------------------------------------------------------------------------- \| ----------------------------------------------------------------------------------------------------------------------------------- \| ----------------------------------------------------------------------------------------------------------------------------------- \| ----------------------------------------------------------------------------------------------------------------------------------- \| \| Data \| \| \| # – nr. de cazuri (fără C.D.) \| nr. de cazuri (cu C.D.) \| \| 2020-01-16 \| 2020-01-16 \| \| 45 (n.a.) \| \| \| 2020-01-17 \| 2020-01-17 \| \| 62 (+38%) \| \| \| 2020-01-18 \| 2020-01-18 \| \| 121 (+95%) \| \| \| 2020-01-19 \| 2020-01-19 \| \| 198 (+64%) \| \| \| 2020-01-20 \| 2020-01-20 \| \| 291 (+47%) \| \| \| 2020-01-21 \| 2020-01-21 \| \| 440 (+51%) \| \| \| 2020-01-22 \| 2020-01-22 \| \| 571 (+30%) \| \| \| 2020-01-23 \| 2020-01-23 \| \| 830 (+45%) \| \| \| 2020-01-24 \| 2020-01-24 \| \| 1.287 (+55%) \| \| \| 2020-01-25 \| 2020-01-25 \| \| 1.975 (+53%) \| \| \| 2020-01-26 \| 2020-01-26 \| \| 2.744 (+39%) \| \| \| 2020-01-27 \| 2020-01-27 \| \| 4.515 (+64%) \| \| \| 2020-01-28 \| 2020-01-28 \| \| 5.974 (+32%) \| \| \| 2020-01-29 \| 2020-01-29 \| \| 7.711 (+29%) \| \| \| 2020-01-30 \| 2020-01-30 \| \| 9.692 (+26%) \| \| \| 2020-01-31 \| 2020-01-31 \| \| 11.791 (+22%) \| \| \| 2020-02-01 \| 2020-02-01 \| \| 14.380 (+22%) \| \| \| 2020-02-02 \| 2020-02-02 \| \| 17.205 (+20%) \| \| \| 2020-02-03 \| 2020-02-03 \| \| 20.438 (+19%) \| \| \| 2020-02-04 \| 2020-02-04 \| \| 24.324 (+19%) \| \| \| 2020-02-05 \| 2020-02-05 \| \| 28.018 (+15%) \| \| \| 2020-02-06 \| 2020-02-06 \| \| 31.161 (+11%) \| \| \| 2020-02-07 \| 2020-02-07 \| \| 34.546 (+11%) \| \| \| 2020-02-08 \| 2020-02-08 \| \| 37.198 (+7.7%) \| \| \| 2020-02-09 \| 2020-02-09 \| \| 40.171 (+8.0%) \| \| \| 2020-02-10 \| 2020-02-10 \| \| 42,638 (+6.1%) \| 48.315 (n.a.) \| \| 2020-02-11 \| 2020-02-11 \| \| 44,653 (+4.7%) \| 55.220 (+14%) \| \| 2020-02-12 \| 2020-02-12 \| \| 46,472 (+4.1%) \| 58,761 (+6.4%) \| \| 2020-02-13 \| 2020-02-13 \| \| 48.467 (+4.3%) \| 63.851 (+8.7%) \| \| 2020-02-14 \| 2020-02-14 \| \| 49.970 (+3.1%) \| 66.492 (+4.1%) \| \| 2020-02-15 \| 2020-02-15 \| \| 51,091 (+2.2%) \| 68.500 (+3.0%) \| \| 2020-02-16 \| 2020-02-16 \| \| \| 70.548 (+3,0%) \| \| 2020-02-17 \| 2020-02-17 \| \| \| 72.436 (+2,7%) \| \| 2020-02-18 \| 2020-02-18 \| \| \| 74.185 (+2,4%) \| \| 2020-02-19 \| 2020-02-19 \| \| \| 75.002 (+1,1%) \| \| 2020-02-20 \| 2020-02-20 \| \| \| 75.891 (+1,2%) \| \| 2020-02-21 \| 2020-02-21 \| \| \| 76.288 (+0,52%) \| \| 2020-02-22 \| 2020-02-22 \| \| \| 76.936 (+0,85%) \| \| 2020-02-23 \| 2020-02-23 \| \| \| 77.150 (+0,28%) \| \| 2020-02-24 \| 2020-02-24 \| \| \| 77.658 (+0,66%) \| \| 2020-02-25 \| 2020-02-25 \| \| \| 78.064 (+0,52%) \| \| 2020-02-26 \| 2020-02-26 \| \| \| 78.497 (+0,55%) \| \| 2020-02-27 \| 2020-02-27 \| \| \| 78.824 (+0,42%) \| \| 2020-02-28 \| 2020-02-28 \| \| \| 79.251 (+0,54%) \| \| 2020-02-29 \| 2020-02-29 \| \| \| 79.824 (+0,72%) \| \| 2020-03-01 \| 2020-03-01 \| \| \| 80.026 (+0,25%) \| \| 2020-03-02 \| 2020-03-02 \| \| \| 80.151 (+0,16%) \| \| 2020-03-03 \| 2020-03-03 \| \| \| 80.270 (+0,15%) \| \| 2020-03-04 \| 2020-03-04 \| \| \| 80.409 (+0,17%) \| \| 2020-03-05 \| 2020-03-05 \| \| \| 80.552 (+0,18%) \| \| 2020-03-06 \| 2020-03-06 \| \| \| 80.651 (+0,12%) \| \| 2020-03-07 \| 2020-03-07 \| \| \| 80.695 (+0,05%) \| \| 2020-03-08 \| 2020-03-08 \| \| \| 80.735 (+0,05%) \| \| 2020-03-09 \| 2020-03-09 \| \| \| 80.754 (+0,02%) \| \| 2020-03-10 \| 2020-03-10 \| \| \| 80.778 (+0,03%) \| \| 2020-03-11 \| 2020-03-11 \| \| \| 80.793 (+0,02%) \| \| 2020-03-12 \| 2020-03-12 \| \| \| 80.813 (+0,02%) \| \| 2020-03-13 \| 2020-03-13 \| \| \| 80.824 (+0,01%) \| \| 2020-03-14 \| 2020-03-14 \| \| \| 80.844 (+0,02%) \| \| 2020-03-15 \| 2020-03-15 \| \| \| 80.860 (+0,02%) \| \| 2020-03-16 \| 2020-03-16 \| \| \| 80.881 (+0,02%) \| \| 2020-03-17 \| 2020-03-17 \| \| \| 80.894 (+0,02%) \| \| 2020-03-18 \| 2020-03-18 \| \| \| 80.928 (+0,04%) \| \| 2020-03-19 \| 2020-03-19 \| \| \| 80.967 (+0,05%) \| \| 2020-03-20 \| 2020-03-20 \| \| \| 81.008 (+0,05%) \| \| 2020-03-21 \| 2020-03-21 \| \| \| 81.054 (+0,06%) \| \| 2020-03-22 \| 2020-03-22 \| \| \| 81.093 (+0,05%) \| \| 2020-03-23 \| 2020-03-23 \| \| \| 81.171 (+0,10%) \| \| 2020-03-24 \| 2020-03-24 \| \| \| 81.218 (+0,06%) \| \| 2020-03-25 \| 2020-03-25 \| \| \| 81.285 (+0,08%) \| \| 2020-03-26 \| 2020-03-26 \| \| \| 81.340 (+0,07%) \| \| 2020-03-27 \| 2020-03-27 \| \| \| 81.394 (+0,06%) \| \| 2020-03-28 \| 2020-03-28 \| \| \| 81.439 (+0,06%) \| \| 2020-03-29 \| 2020-03-29 \| \| \| 81.470 (+0,04%) \| \| 2020-03-30 \| 2020-03-30 \| \| \| 81.518 (+0,06%) \| \| 2020-03-31 \| 2020-03-31 \| \| \| 81.554 (+0,04%) \| \| 2020-04-01 \| 2020-04-01 \| \| \| 81.589 (+0,04%) \| \| 2020-04-02 \| 2020-04-02 \| \| \| 81.620 (+0,04%) \| \| 2020-04-03 \| 2020-04-03 \| \| \| 81.639 (+0,02%) \| \| 2020-04-04 \| 2020-04-04 \| \| \| 81.669 (+0,04%) \| \| 2020-04-05 \| 2020-04-05 \| \| \| 81.708 (+0,05%) \| \| 2020-04-06 \| 2020-04-06 \| \| \| 81.740 (+0,04%) \| \| 2020-04-07 \| 2020-04-07 \| \| \| 81.802 (+0,08%) \| \| Începând cu 10 februarie 2020, datele includ cazurile din Hubei care nu au fost testate pentru virus, ci diagnosticate clinic pe baza de imagistică medicală care prezintă semne de pneumonie.[5] Datele testate în laborator au fost de asemenea disponibile separat pentru 10-15 februarie 2020.[6] Datele începând cu 16 februarie 2020 nu includeau un număr separat de cazuri testate în laborator. De la 19 februarie 2020 încoace, au fost numărate doar cazuri noi testate în laborator față de total (dar nu au fost aruncate cazurile diagnosticate clinic numite mai devreme).[7] Date raportate de la Comisia Națională de Sănătate din China. \| \| \| \| \| |            |  |                               |                         |
| COVID-19 în China Decese Vindecări testate diagnosticate clinic testate ulterior sau diagnosticate Ian Feb Mar Apr Ultimile 15 zile |            |  |                               |                         |
| Data |            |  | # – nr. de cazuri (fără C.D.) | nr. de cazuri (cu C.D.) |
| 2020-01-16 | 2020-01-16 |  | 45 (n.a.)                     |                         |
| 2020-01-17 | 2020-01-17 |  | 62 (+38%)                     |                         |
| 2020-01-18 | 2020-01-18 |  | 121 (+95%)                    |                         |
| 2020-01-19 | 2020-01-19 |  | 198 (+64%)                    |                         |
| 2020-01-20 | 2020-01-20 |  | 291 (+47%)                    |                         |
| 2020-01-21 | 2020-01-21 |  | 440 (+51%)                    |                         |
| 2020-01-22 | 2020-01-22 |  | 571 (+30%)                    |                         |
| 2020-01-23 | 2020-01-23 |  | 830 (+45%)                    |                         |
| 2020-01-24 | 2020-01-24 |  | 1.287 (+55%)                  |                         |
| 2020-01-25 | 2020-01-25 |  | 1.975 (+53%)                  |                         |
| 2020-01-26 | 2020-01-26 |  | 2.744 (+39%)                  |                         |
| 2020-01-27 | 2020-01-27 |  | 4.515 (+64%)                  |                         |
| 2020-01-28 | 2020-01-28 |  | 5.974 (+32%)                  |                         |
| 2020-01-29 | 2020-01-29 |  | 7.711 (+29%)                  |                         |
| 2020-01-30 | 2020-01-30 |  | 9.692 (+26%)                  |                         |
| 2020-01-31 | 2020-01-31 |  | 11.791 (+22%)                 |                         |
| 2020-02-01 | 2020-02-01 |  | 14.380 (+22%)                 |                         |
| 2020-02-02 | 2020-02-02 |  | 17.205 (+20%)                 |                         |
| 2020-02-03 | 2020-02-03 |  | 20.438 (+19%)                 |                         |
| 2020-02-04 | 2020-02-04 |  | 24.324 (+19%)                 |                         |
| 2020-02-05 | 2020-02-05 |  | 28.018 (+15%)                 |                         |
| 2020-02-06 | 2020-02-06 |  | 31.161 (+11%)                 |                         |
| 2020-02-07 | 2020-02-07 |  | 34.546 (+11%)                 |                         |
| 2020-02-08 | 2020-02-08 |  | 37.198 (+7.7%)                |                         |
| 2020-02-09 | 2020-02-09 |  | 40.171 (+8.0%)                |                         |
| 2020-02-10 | 2020-02-10 |  | 42,638 (+6.1%)                | 48.315 (n.a.)           |
| 2020-02-11 | 2020-02-11 |  | 44,653 (+4.7%)                | 55.220 (+14%)           |
| 2020-02-12 | 2020-02-12 |  | 46,472 (+4.1%)                | 58,761 (+6.4%)          |
| 2020-02-13 | 2020-02-13 |  | 48.467 (+4.3%)                | 63.851 (+8.7%)          |
| 2020-02-14 | 2020-02-14 |  | 49.970 (+3.1%)                | 66.492 (+4.1%)          |
| 2020-02-15 | 2020-02-15 |  | 51,091 (+2.2%)                | 68.500 (+3.0%)          |
| 2020-02-16 | 2020-02-16 |  |                               | 70.548 (+3,0%)          |
| 2020-02-17 | 2020-02-17 |  |                               | 72.436 (+2,7%)          |
| 2020-02-18 | 2020-02-18 |  |                               | 74.185 (+2,4%)          |
| 2020-02-19 | 2020-02-19 |  |                               | 75.002 (+1,1%)          |
| 2020-02-20 | 2020-02-20 |  |                               | 75.891 (+1,2%)          |
| 2020-02-21 | 2020-02-21 |  |                               | 76.288 (+0,52%)         |
| 2020-02-22 | 2020-02-22 |  |                               | 76.936 (+0,85%)         |
| 2020-02-23 | 2020-02-23 |  |                               | 77.150 (+0,28%)         |
| 2020-02-24 | 2020-02-24 |  |                               | 77.658 (+0,66%)         |
| 2020-02-25 | 2020-02-25 |  |                               | 78.064 (+0,52%)         |
| 2020-02-26 | 2020-02-26 |  |                               | 78.497 (+0,55%)         |
| 2020-02-27 | 2020-02-27 |  |                               | 78.824 (+0,42%)         |
| 2020-02-28 | 2020-02-28 |  |                               | 79.251 (+0,54%)         |
| 2020-02-29 | 2020-02-29 |  |                               | 79.824 (+0,72%)         |
| 2020-03-01 | 2020-03-01 |  |                               | 80.026 (+0,25%)         |
| 2020-03-02 | 2020-03-02 |  |                               | 80.151 (+0,16%)         |
| 2020-03-03 | 2020-03-03 |  |                               | 80.270 (+0,15%)         |
| 2020-03-04 | 2020-03-04 |  |                               | 80.409 (+0,17%)         |
| 2020-03-05 | 2020-03-05 |  |                               | 80.552 (+0,18%)         |
| 2020-03-06 | 2020-03-06 |  |                               | 80.651 (+0,12%)         |
| 2020-03-07 | 2020-03-07 |  |                               | 80.695 (+0,05%)         |
| 2020-03-08 | 2020-03-08 |  |                               | 80.735 (+0,05%)         |
| 2020-03-09 | 2020-03-09 |  |                               | 80.754 (+0,02%)         |
| 2020-03-10 | 2020-03-10 |  |                               | 80.778 (+0,03%)         |
| 2020-03-11 | 2020-03-11 |  |                               | 80.793 (+0,02%)         |
| 2020-03-12 | 2020-03-12 |  |                               | 80.813 (+0,02%)         |
| 2020-03-13 | 2020-03-13 |  |                               | 80.824 (+0,01%)         |
| 2020-03-14 | 2020-03-14 |  |                               | 80.844 (+0,02%)         |
| 2020-03-15 | 2020-03-15 |  |                               | 80.860 (+0,02%)         |
| 2020-03-16 | 2020-03-16 |  |                               | 80.881 (+0,02%)         |
| 2020-03-17 | 2020-03-17 |  |                               | 80.894 (+0,02%)         |
| 2020-03-18 | 2020-03-18 |  |                               | 80.928 (+0,04%)         |
| 2020-03-19 | 2020-03-19 |  |                               | 80.967 (+0,05%)         |
| 2020-03-20 | 2020-03-20 |  |                               | 81.008 (+0,05%)         |
| 2020-03-21 | 2020-03-21 |  |                               | 81.054 (+0,06%)         |
| 2020-03-22 | 2020-03-22 |  |                               | 81.093 (+0,05%)         |
| 2020-03-23 | 2020-03-23 |  |                               | 81.171 (+0,10%)         |
| 2020-03-24 | 2020-03-24 |  |                               | 81.218 (+0,06%)         |
| 2020-03-25 | 2020-03-25 |  |                               | 81.285 (+0,08%)         |
| 2020-03-26 | 2020-03-26 |  |                               | 81.340 (+0,07%)         |
| 2020-03-27 | 2020-03-27 |  |                               | 81.394 (+0,06%)         |
| 2020-03-28 | 2020-03-28 |  |                               | 81.439 (+0,06%)         |
| 2020-03-29 | 2020-03-29 |  |                               | 81.470 (+0,04%)         |
| 2020-03-30 | 2020-03-30 |  |                               | 81.518 (+0,06%)         |
| 2020-03-31 | 2020-03-31 |  |                               | 81.554 (+0,04%)         |
| 2020-04-01 | 2020-04-01 |  |                               | 81.589 (+0,04%)         |
| 2020-04-02 | 2020-04-02 |  |                               | 81.620 (+0,04%)         |
| 2020-04-03 | 2020-04-03 |  |                               | 81.639 (+0,02%)         |
| 2020-04-04 | 2020-04-04 |  |                               | 81.669 (+0,04%)         |
| 2020-04-05 | 2020-04-05 |  |                               | 81.708 (+0,05%)         |
| 2020-04-06 | 2020-04-06 |  |                               | 81.740 (+0,04%)         |
| 2020-04-07 | 2020-04-07 |  |                               | 81.802 (+0,08%)         |
| Începând cu 10 februarie 2020, datele includ cazurile din Hubei care nu au fost testate pentru virus, ci diagnosticate clinic pe baza de imagistică medicală care prezintă semne de pneumonie. Datele testate în laborator au fost de asemenea disponibile separat pentru 10-15 februarie 2020. Datele începând cu 16 februarie 2020 nu includeau un număr separat de cazuri testate în laborator. De la 19 februarie 2020 încoace, au fost numărate doar cazuri noi testate în laborator față de total (dar nu au fost aruncate cazurile diagnosticate clinic numite mai devreme). Date raportate de la Comisia Națională de Sănătate din China. |            |  |                               |                         |